# 敷嶌猪之助
敷嶌 猪之助（しきしま いのすけ、1887年11月9日 - 1957年1月29日）は、現在の富山県富山市出身で友綱部屋に所属した力士。本名は持田 猪之助。9代熊ヶ谷を襲名し、熊ヶ谷部屋を経営した。身長170cm、体重96kg。最高位は東前頭4枚目。

## 経歴
1907年5月新序、1912年1月十両昇進。1916年5月入幕し7勝3敗の成績。右四つからの寄りや櫓投げを得意とし、1917年5月最高位の前頭4枚目、新大関栃木山戦で土俵際でうっちゃりを見せ、40分の協議ののち預かりとなる相撲を取り3勝6敗1預。その後は後援会の幹事の頼みで会員の寡婦と握手をさせられた事が刑事問題となり、不振となった。1921年1月幕下に陥落して引退し熊ヶ谷を襲名、長く理事、監事を歴任した。また、一時期部屋も経営し、幕内大熊宗清を育てた。1957年年寄在職中に69歳で死去。

## 成績
- 幕内7場所18勝37敗11休4分預

## 改名
改名歴なし